# Президентські вибори в Казахстані 2022
Президентські вибори в Казахстані 2022 (каз. 2022 жылғы Қазақстан Республикасы президент сайлауы 2022) відбудуться 20 листопада 2022 року. Це вже сьомі президентські вибори, які проводяться з моменту здобуття Казахстаном незалежності.

## Кандидати

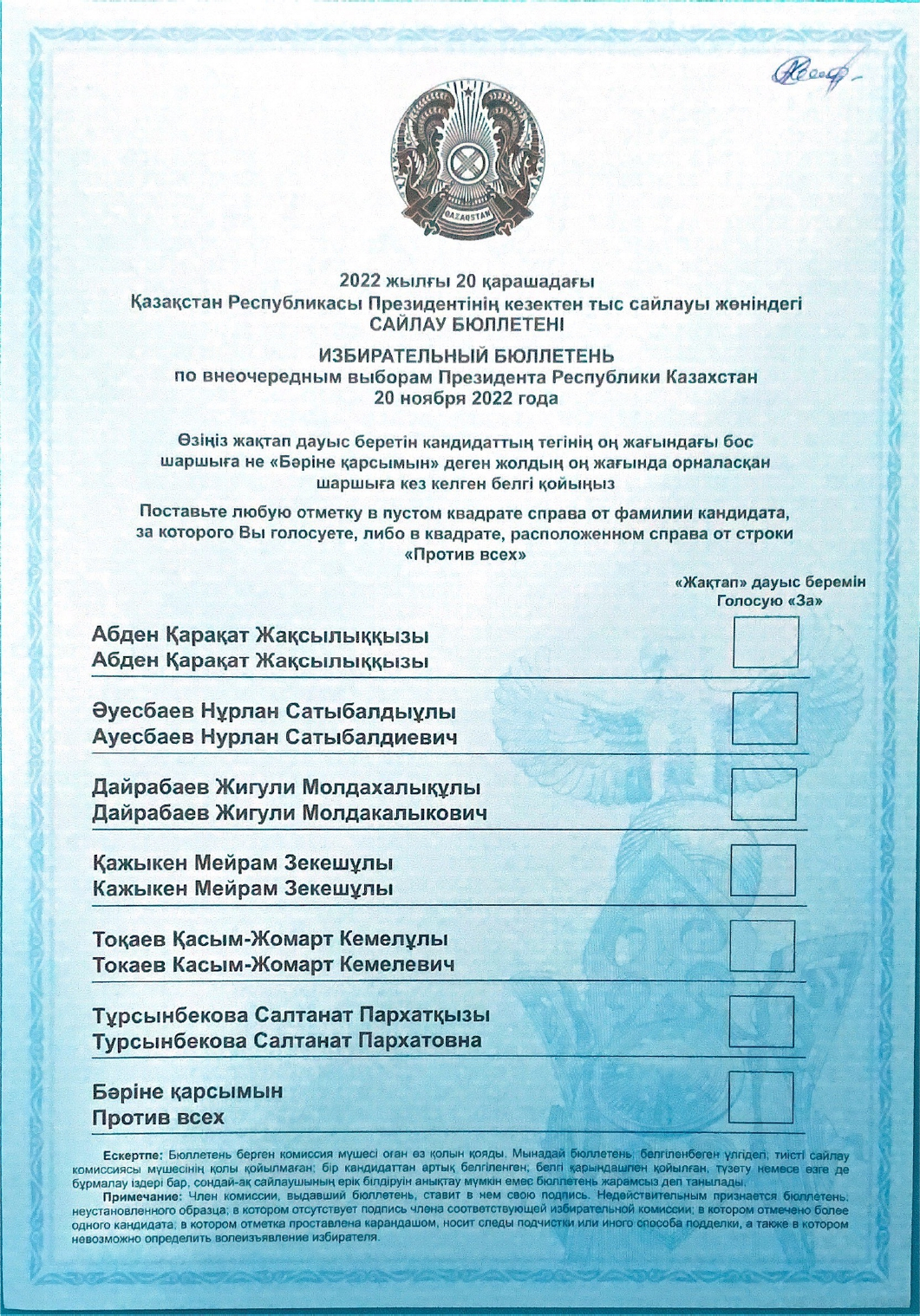
Бюлетень для голосування

- Касим-Жомарт Токаєв, 2-й президент Казахстану.
- Мейрам Кажимкен, директор Інституту досліджень сучасного суспільства, лідер ініціативної групи зі створення партії Yntymaq.
- Жиґулі Дайрабаєв, з 2022 року — голова Комітету агропромислового комплексу президії НВП «Атамекен».
- Нурлан Ауєсбаєв, керівник столичної філії партії «Загальнонаціональна соціал-демократична партія»
- Каракат Абдєн, кандидат від Національного альянсу професійних соціальних працівників, член Національної комісії у справах жінок та сімейно-демографічної політики при Президентові, позаштатний радник акіма Астани.
- Салтанат Турсинбекова, правозахисниця